# Dirphya fuscosternalis
Dirphya fuscosternalis är en skalbaggsart som först beskrevs av Stefan von Breuning 1950.  Dirphya fuscosternalis ingår i släktet Dirphya och familjen långhorningar. Inga underarter finns listade i Catalogue of Life.